# Ramón de Huesca
Ramón Pérez Ubico, más conocido por su nombre religioso de Ramón de Huesca (Pompién, 1739 - Huesca, 1813), fue un religioso, historiador, escritor e intelectual español del siglo XVIII.

## Biografía
Miembro de la Orden de Frailes Menores desde 1755, profesó en diversos conventos de Aragón incluyendo el monasterio de Montearagón, y fue examinador sinodial e inquisidor.
Es particularmente conocido por haber continuado la obra de Lamberto de Zaragoza hasta convertirla en su Teatro histórico de las iglesias del Reino de Aragón. La versión de Ramón de Huesca es una las principales fuentes bibliográficas para el estudio de diversas instituciones religiosas aragonesas hasta el punto de ser considerada por autores como Federico Balaguer la obra más valiosa de la disciplina en tres siglos. Igualmente amplió y acabó la obra de Francisco de Aynsa sobre la historia de Huesca. Fue también autor de varias obras religiosas de relevancia en el periodo y un reconocido orador.
Desde 1782 fue predicador en Zaragoza, con gran fama en la ciudad. Como uno de los principales intelectuales de la ciudad fue escogido miembro de la Real Sociedad Económica Aragonesa de Amigos del País, si bien autores modernos como Pérez Sarrión disienten de considerarlo miembro de la Ilustración. Ven en cambio que su historial lo inscribía en el sector más retrógrado del clero de finales del siglo XVIII y que si bien un sermón de dicho año contra la ociosidad justificó formalmente su elección como miembro de la Real Sociedad dicha elección debe entenderse como parte del intento de esta institución por ganarse a sectores conservadores en mitad de la fuerte conflictividad social entre conservadores e ilustrados en la época. Su elección fue el comienzo de importantes disensiones entre Ramón y Antonio Arteta de Monteseguro, originario de un pueblo cercano al de Ramón y exponente del sector más progresista, al que se atribuyen sátiras contra Ramón. Pérez Sarrión también en marca su conflicto dentro de las diferencias de intereses entre el clero regular, al que pertenecía Ramón de Huesca, y el secular, al que pertenecía Antonio Arteta.
Ramón de Huesca continuó en Zaragoza publicando los volúmenes de su Teatro Histórico hasta 1807, además de ser autor de otras noticias históricas y tratados. Falleció en Huesca en 1813.